# Ismail Yasin
Ismail Yasin (également connu comme Ismail Yasseen, en arabe : إسماعيل ياسين), né le 15 septembre 1912 à Suez et mort le 24 mai 1972 au Caire, est un comédien égyptien. Il est célèbre pour une série de films avec son nom dans le titre. Ismail Yassin a eu une enfance difficile à Suez où il est né. Sa mère est morte à un âge précoce et son père a été emprisonné le forçant ainsi à quitter l'école avant d'avoir terminé ses études primaires. Il a travaillé comme valet de parking pour gagner sa vie.
Un Google doodle lui a été dédié par Google, le 11 septembre 2011 à l'occasion du 99e anniversaire de sa naissance.

## Liste sélectives de ses films
- 1973 : Essabet el Nissae
- 1963 : El majanin fi naim
- 1962 : Malek el petrol
- 1961 : Ismail Yassine fil sijn
- 1960 : Hamati malak
- 1960 : Shar assal basal
- 1959 : El ataba el khadra
- 1959 : Ismail Yassine bolis harbi
- 1959 : Ismail Yassine fil tayyaran
- 1959 : Ismail Yassine lal baie
- 1959 : Lokandet el mofagaat
- 1959 : Rehla ilal kamar
- 1959 : Hassan wa Marika